# Kramer (gitaar)
Kramer is een Amerikaans gitaarmerk.
Kramer is onderdeel van gitaargigant Gibson en tevens zelf een succesvol merk.
De gitaren zijn sterk en duurzaam en werden in de jaren 80 vooral veel door hairmetalgitaristen gebruikt.
Onder andere Eddie Van Halen (van Van Halen), Reb Beach (van Winger) en Steve Stevens uit de band van Billy Idol speelden op Superstrats van Kramer.
Een bijzondere gitaar van Kramer is de Kramer 5150. Het typenummer van deze gitaar wordt ook wel door Amerikaanse-ambulancemedewerkers gebruikt voor het aangeven van psychisch gestoorde patiënten. De gitaren worden vaak uitgerust met een Humbuckerelement en een Floyd Rose brug wat garant staat voor een goede sound en stemvastheid. Behalve elektrische gitaren produceert Kramer ook basgitaren. Karakteristiek voor een aantal gitaarmodellen waren de gedeeltelijk uit aluminium vervaardigde halzen met U-vormige kop. Deze gitaren worden over het algemeen beschouwd als zeldzaam en zijn vaak veel geld waard.